# Cassegrain-Teleskop

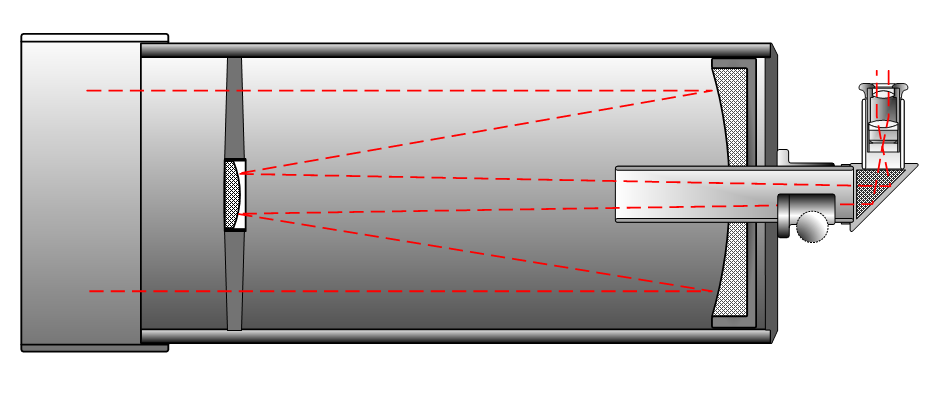
Strahlengang eines Cassegrain-Teleskops

Das Cassegrain-Teleskop [kɑsˈɡʀɛ̃] ist ein Spiegelteleskop. In der Literatur wird es teilweise auch als Jean- bzw. Giovanni-Teleskop bezeichnet. Es wurde 1672 von dem französischen Gelehrten Laurent Cassegrain (ca. 1629–1693) der Öffentlichkeit vorgestellt. Da nur wenige Jahre vorher auch das Newton-Teleskop sowie das Gregory-Teleskop erfunden wurden, fand eine europaweite Diskussion über die Vor- und Nachteile dieser Systeme statt.
Ähnlich wie beim Newton-Teleskop und beim Gregory-Teleskop werden die vom Hauptspiegel gebündelten Strahlen über einen Hilfsspiegel seitlich (Newton) oder durch eine Öffnung im Hauptspiegel zum Empfänger gelenkt.

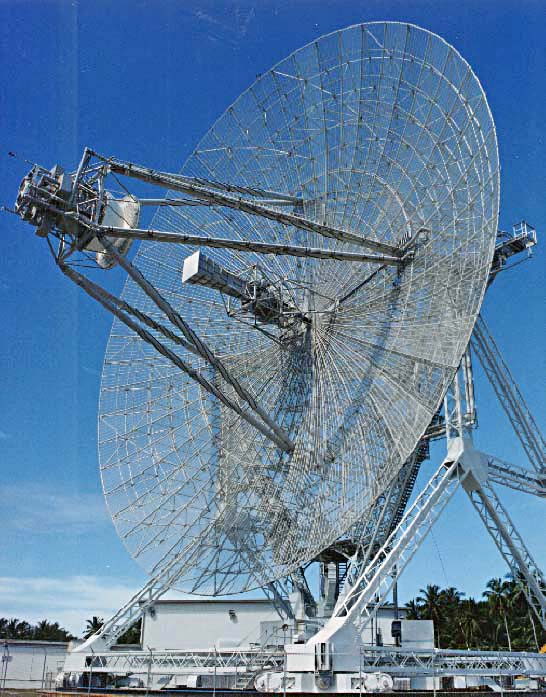
Radarantenne in Cassegrain-Ausführung

Das einfallende Licht fällt auf einen konkav-parabolischen Hauptspiegel (den Primärspiegel). Dieser reflektiert das Licht zu einem konvex-hyperbolischen Fangspiegel, dem Sekundärspiegel. Er ist so angeordnet, dass sein auf seiner konkaven Seite liegender virtueller Brennpunkt mit dem des großen Parabolspiegels übereinstimmt.
Sein auf seiner konvexen Seite liegender Brennpunkt zeigt in Richtung des Hauptspiegels. Entweder liegt der Empfänger vor dem Hauptspiegel (nur bei nicht-optischem Cassegrain, siehe Bild der Antenne des ALTAIR (Radar)), oder die reflektierten Strahlen erreichen ihn durch eine Öffnung im Hauptspiegel. Alternativ können die Strahlen auch vor dem Erreichen des Hauptspiegels mittels eines Planspiegels seitlich aus dem Tubus geworfen werden. Diese Position der Brennebene nennt man Nasmyth-Fokus.
Anders als beim Newton-Teleskop (Hilfsspiegel ist plangeschliffen) und so wie beim Gregory-Teleskop (Hilfsspiegel ist ein konkaves Ellipsoid), verlängert der konvex-hyperbolische Hilfsspiegel die Brennweite und ermöglicht kompakte Bauformen. Im Gegensatz zum Gregory-Teleskop liegt der Sekundärspiegel aber näher am Hauptspiegel als dessen Brennpunkt, was eine kürzere Bauform erlaubt.
Das Bildfeld ist gekrümmt und auch andere optische Fehler treten auf. Das gilt besonders, wenn für kleine Teleskope ein sphärischer Hauptspiegel verwendet wird.
Bis zu einem gewissen Grad können diese Fehler durch eine Retusche des Fangspiegels verringert werden.
Andere Spiegelteleskope bauen in ihrer Ausführung auf dem Cassegrain-Teleskop auf und versuchen auf unterschiedliche Weisen, Bildfehler zu verringern:
- Nasmyth-Teleskop
- Schmidt-Cassegrain-Teleskop
- Maksutov-Teleskop
- Hypergraph-Teleskop
- Ritchey-Chrétien-Cassegrain-Teleskop (RC-Teleskop)
- Korsch-Teleskop

Das RC-System hat sich beim Bau sehr großer Teleskope durchgesetzt, siehe z. B. das Very Large Telescope.